# Plumularia flabellata
Plumularia flabellata är en nässeldjursart som beskrevs av Nutting 1927. Plumularia flabellata ingår i släktet Plumularia och familjen Plumulariidae. Inga underarter finns listade i Catalogue of Life.